# Miha Goropevšek
Miha Goropevšek, slovenski nogometaš, * 12. marec 1991, Celje.
Goropevšek je profesionalni nogometaš, ki igra na položaju branilca. Od leta 2023 je član ciprskega kluba ASIL Lysi. Pred tem je igral za slovenski NK Šampion, poljska Legionovio Legionowo in Olimpio Grudziądz, ukrajinska Volin Luck in Čornomorec Odesa, beloruski Dinamo Minsk ter ciprski Ethnikos Achna.